# Vaccinium cumingianum
Vaccinium cumingianum är en ljungväxtart som beskrevs av António José Rodrigo Vidal. Vaccinium cumingianum ingår i Blåbärssläktet, och familjen ljungväxter. Inga underarter finns listade i Catalogue of Life.